# Fenêtre de Champorcher
La fenêtre de Champorcher est un col des Alpes grées à 2 827 mètres d'altitude en Vallée d'Aoste, entre le val de Cogne et la vallée de Champorcher.

## Situation
Vers le val de Cogne, le col se situe à la tête du vallon de l'Urtier, aux sources du torrent Urtier ; du côté champorcherain, il se situe en amont du lac Misérin et du refuge Dondénaz.
Ce col fait partie de la Haute Route no 2.